# 封开县革命烈士纪念碑
封开县革命烈士纪念碑，位于中国广东省肇庆市封开县江口镇塔山，建于1982年10月。1985年4月12日，列入封开县文物保护单位。